# Piscina Marcet
La Piscina Marcet es una obra racionalista de Sabadell (Barcelona, España) protegida como Bien Cultural de Interés Local. Situado en la zona deportiva de Can Marcet, el conjunto ocupa casi toda la manzana entre las calles Riu-Sec, Permanyer, Fraser Lawton y Jacint Verdaguer.

## Descripción
Sobresale del conjunto el trampolín de tres niveles. El edificio, de planta rectangular muy alargada, tiene planta baja con azotea en la que, centrada, hay una pequeña construcción con aberturas a dinteles. La fachada que da a la calle Riu-Sec solo presenta una puerta de acceso. La otra fachada se abre en la parte de la piscina, con una gran puerta de cristal, a ambos lados hay tres grandes ventanas de arco de medio punto.

## Historia
Obra de Jaume Esteve, construida en 1952 siguiendo las pautas de la arquitectura racionalista, con una gran simplicidad de líneas. Posteriormente ha sido restaurada.